# Нове Поремби
Нове Поремби (пол. Nowe Poręby) — село в Польщі, у гміні Мщонув Жирардовського повіту Мазовецького воєводства.
Населення — 33 особи (2011).
У 1975-1998 роках село належало до Скерневицького воєводства.

## Демографія
Демографічна структура станом на 31 березня 2011 року:
|          | Загалом | Допрацездатний вік | Працездатний вік | Постпрацездатний вік |
| -------- | ------- | ------------------ | ---------------- | -------------------- |
| Чоловіки | 13      | 4                  | 6                | 3                    |
| Жінки    | 20      | 8                  | 5                | 7                    |
| Разом    | 33      | 12                 | 11               | 10                   |